# Spreeinsel

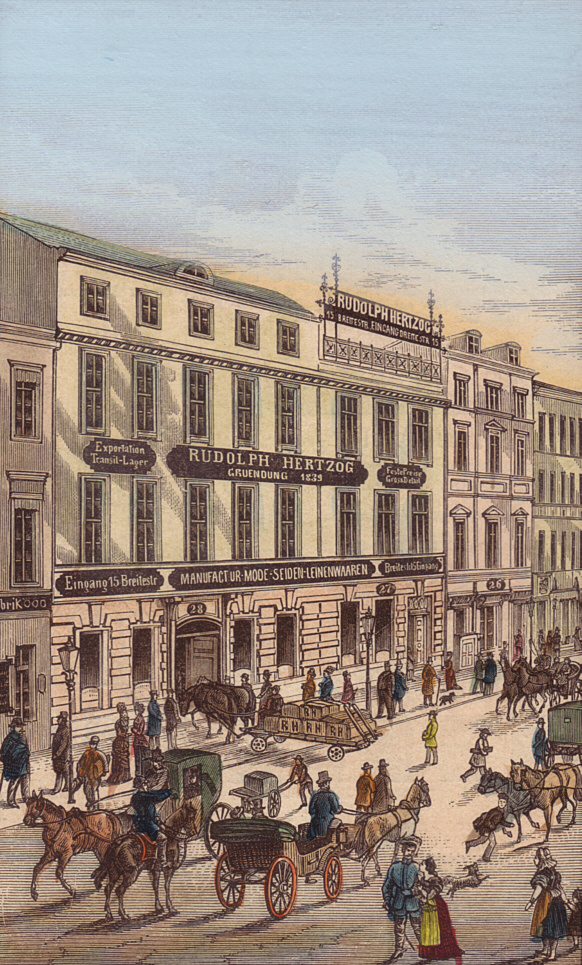
Brüderstraße im 19. Jahrhundert

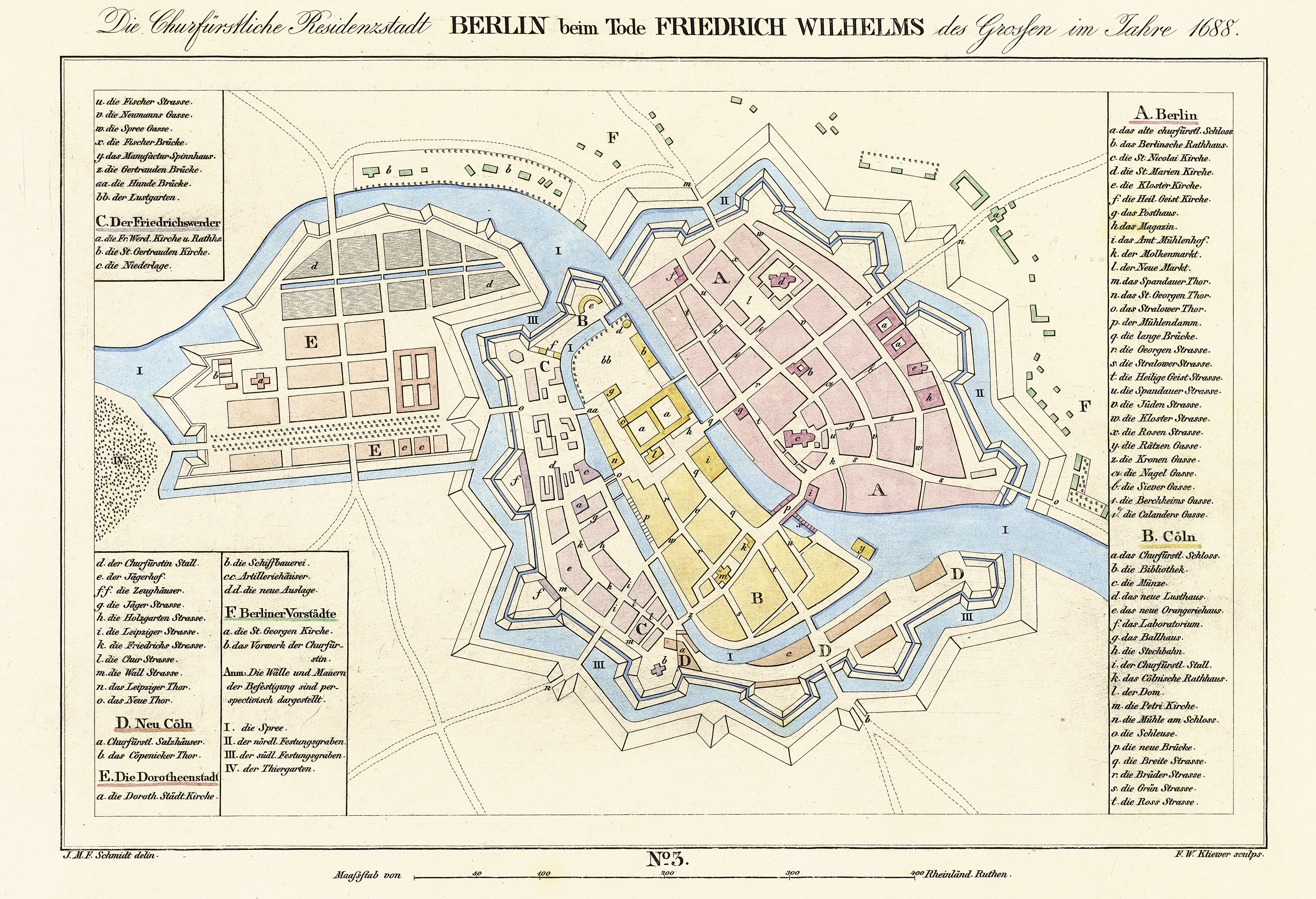
Spreeinsel (gelb) auf einem Stadtplan von 1688

Die Spreeinsel zwischen Spree und Spreekanal im Berliner Ortsteil Mitte besteht aus drei Abschnitten. In der Mitte der Spreeinsel befand sich bis 1950 das Berliner Stadtschloss, dessen Teilrekonstruktion im Jahr 2021 als Sitz des Humboldt Forums vollendet wurde, und zu DDR-Zeiten der Marx-Engels-Platz mit dem Palast der Republik. Der südliche Teil der Insel wird Fischerinsel genannt, der nördliche Museumsinsel.
Die nördliche Spitze der Insel war im Mittelalter noch eine sumpfige Flussaue und wurde später für Gärten und als Lustgarten genutzt. Vom 19. Jahrhundert an entstanden hier verschiedene Museumsbauten. Dieser Teil der Insel ist heute als Museumsinsel bekannt. Die Museumsinsel gehört seit 1999 zum Weltkulturerbe der UNESCO.
In der Mitte der Insel stand seit dem Mittelalter zunächst eine Burg, später das Berliner Stadtschloss. Es diente den brandenburgischen Kurfürsten und preußischen Königen, die ab 1871 zugleich Deutsche Kaiser waren, als Residenz. Nach schweren Beschädigungen während des Zweiten Weltkriegs wurde das Stadtschloss 1950 gesprengt. An dieser Stelle wurde der Marx-Engels-Platz angelegt, der zum Staatsforum der DDR ausgebaut wurde. Er war von hochrangigen Institutionen des Staates eingefasst: dem 1964 erbauten Staatsratsgebäude im Süden, dem 1976 eröffneten Palast der Republik mit dem Sitz der Volkskammer im Osten und dem Außenministerium der DDR im Westen, das aber selbst nicht mehr auf der Spreeinsel stand, sondern jenseits des Spreekanals. Von diesen Gebäuden ist lediglich das Staatsratsgebäude heute noch vorhanden. Der Platz heißt jetzt wieder Schloßplatz. Der Berliner Dom in der Nähe des Schlosses überstand die schweren Beschädigungen des Zweiten Weltkriegs und wurde bis 2002 renoviert.
Im Süden der Spreeinsel lag die Stadt Cölln, bis 1709 die Schwesterstadt des alten Berlin, das nördlich der Spree lag. Der südliche Teil der Insel südlich der Gertraudenstraße ist heute als Fischerinsel bekannt, benannt nach dem früheren Fischerkiez im äußersten Süden der Insel. Die Fischerinsel ist heute mit Punkthochhäusern in aufgelockerter Bauweise bebaut, einer modernen Wohnbebauung in Plattenbauweise, eingebettet in Grünflächen.
Zwischen Fischerinsel und Schlossplatz sind nach den Zerstörungen des Zweiten Weltkriegs nur noch wenige historische Denkmäler erhalten wie das heute als Museum genutzte Nicolaihaus, das Galgenhaus, die Jungfernbrücke, der Neue Marstall, in dem sich heute die Magazine der Berliner Stadtbibliothek befinden, und die Außenhülle eines Teils des seinerzeit größten Berliner Kaufhauses Rudolph Hertzog.
Die Berliner Spreeinsel wurde nach der deutschen Wiedervereinigung eines der umstrittensten Areale der deutschen Denkmalpflege, überlagerte sich doch genau hier der wichtigste Baubestand aus zwei ideologischen Systemen der deutschen Teilungsgeschichte.